# Ivanec
Ivanec är en kommun och stad i norra Kroatien. Kommunen har 14 434 och staden 5 434 invånare (2001). Ivanec ligger i Varaždins län, sydväst om Varaždin och öst om Lepoglava, i den historiska regionen Zagorje.

## Orter i kommunen
Ivanec utgör huvudorten i kommunen med samma namn. I kommunen finns förutom Ivanec följande 28 orter: Bedenec, Cerje Tužno, Gačice, Gečkovec, Horvatsko, Ivanečka Željeznica, Ivanečki Vrhovec, Ivanečko naselje, Jerovec, Kaniža, Knapić, Lančić, Lovrečan, Lukavec, Margečan, Osečka, Pece, Prigorec, Punikve, Radovan, Ribić Brijeg, Salinovec, Seljanec, Stažnjevec, Škriljevec, Vitešinec, Vuglovec och Željeznica.

## Historia
Ivanec historia är starkt förknippad med Johanniterorden och orten är uppkallad efter Johannes Döparens kapell (kapela Svetog Ivana Krstitelja) som orden lät uppföra på platsen där dagens stad ligger. Det ursprungliga namnet för orten var općina Svetog Ivana (Heliga Johannes kommun). Johanniterorden tros ha varit verksam i området sedan slutet av 1100-talet vilket styrks av att ”Johanniternas by” (Villa hospitalariorum) i närheten av dagens Ivanec finns omnämnt redan 1201 som egendom tillhörande Zagrebs stift. Johannesorden omnämns även 1238 i ett kungligt fribrev utfärdat av den kroatisk-ungerske kungen Béla IV. Den 22 juni 1396 omnämns orten Ivanec för första gången i ett skrivet dokument. Detta dokument, skrivet av johanniterriddaren Ivan Palažina, vittnar om att orten existerade innan dokumentet utfärdades. Idag utgör johannitkorset en symol för staden och ingår bland annat i Ivanecs kommunvapen.
I början av 1400-talet upplöstes Johanniterorden i Kroatien och Ivanec hamnade då i profana händer. Staden kom att domineras av den kroatiske banen Matko Talovac och därefter den habsburgske härföraren Jan Vitovac och hans söner. 1480 konfiskerade den kroatisk-ungerske kungen Mattias I flera egendomar tillhörande adel som opponerat sig mot kungen. Staden hamnade då i kungens ägo. Omkring 1500 sålde hans son János Corvinus sina egendomar till den ungerska adelsfamiljen Petheö de Gerse. Familjen kom att dominera staden fram till 1738 då den efter ättens utslocknande hamnade i den habsburgske kejsaren Karl VI ägo. 1740 sålde kejsaren sina egendomar i staden till den ungerska adelsfamiljen Erdödy.

## Arkitektur
Heliga Maria Magdalenas kyrka (Crkva Svete Marije Magdalene) uppfördes 1750 av adelsfamiljen Erdödy. Sin nuvarande utformning fick den i början av 1800-talet.